# Lîpnîkî, Jovkva
Lîpnîkî (în ucraineană Липники) este un sat în comuna Nova Skvareava din raionul Jovkva, regiunea Liov, Ucraina.

## Demografie
Componența lingvistică a localității Lîpnîkî
     Ucraineană (96,88%)
     Rusă (3,13%)
Conform recensământului din 2001, majoritatea populației localității Lîpnîkî era vorbitoare de ucraineană (96,88%), existând în minoritate și vorbitori de rusă (3,13%).